# Col du Coq
Le col du Coq est un col du massif de la Chartreuse situé à 1 434 mètres d'altitude qui relie Saint-Pierre-de-Chartreuse au nord-ouest à Saint-Pancrasse au sud-est.

## Toponymie
Le nom Coq provient du substantif de l'ancien français cuchet, lui-même issu du gaulois kukka, désignant un sommet de forme arrondie. Il n'a donc pas de rapport avec la présence du Tétras lyre ou coq de bruyère.

## Géographie

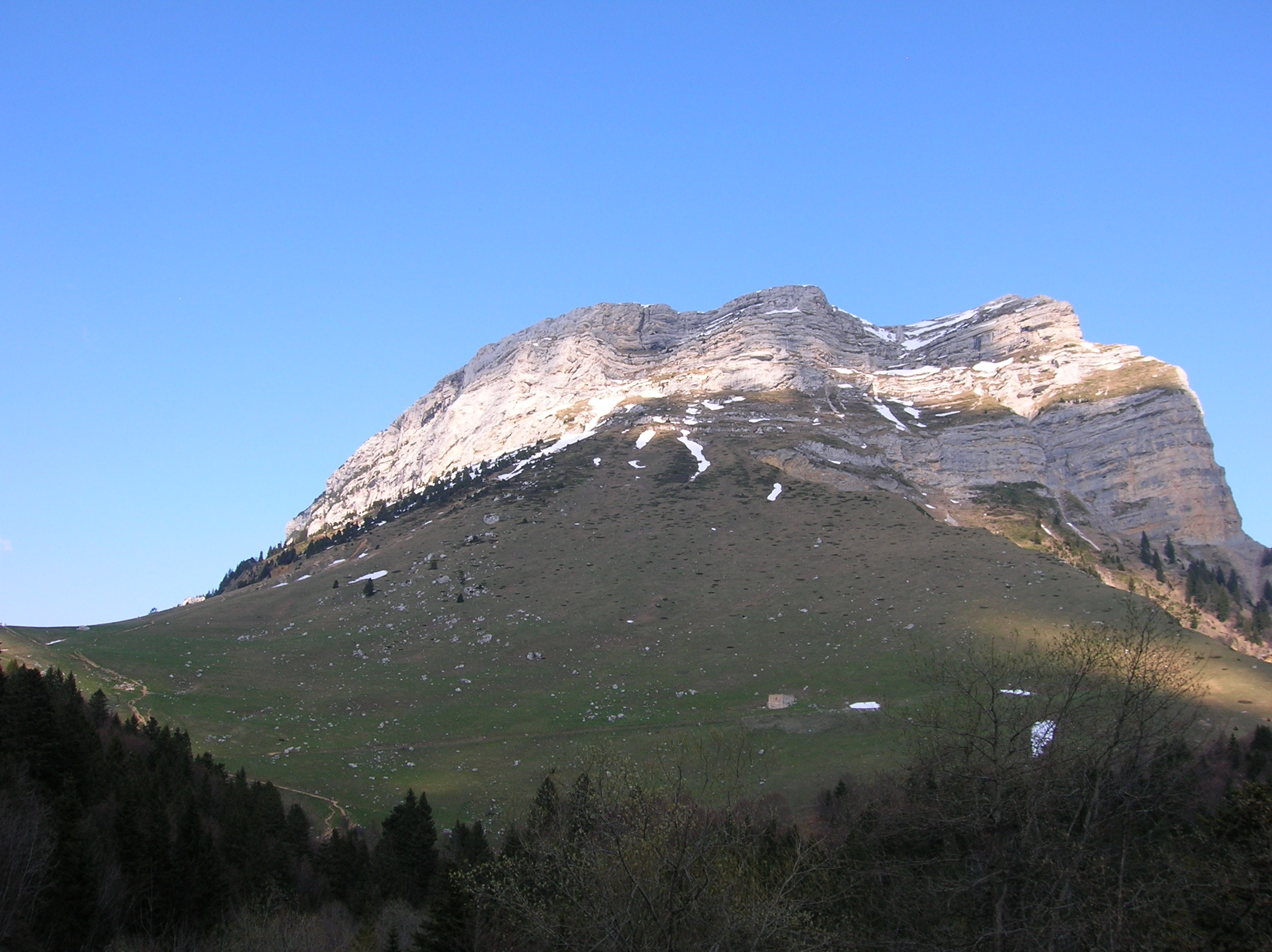
Vue de la dent de Crolles et du col et habert des Ayes depuis le col du Coq.

Le col du Coq se situe entre le Bec Charvet (1 778 m) et le mont Pravouta (1 760 m), au sud-ouest de la Dent de Crolles (2 062 m), dont il est le principal point d'accès par le col des Ayes.

## Histoire
Le col du Coq possédait une petite station de ski ouverte en 1967. Celle-ci était composée de trois téléskis : téléski du Chalet, téléski de la Prairie et téléski du Bec Charvet. À la suite de problèmes entre le propriétaire et l'exploitant du domaine, les infrastructures furent laissées à l'abandon à partir de 1995. En 2012, l'association Mountain Wilderness, avec l'aide de bénévoles, démonta les appareils désaffectés.
De janvier 2018 à l'été 2019, l'accès au col du Coq par la route depuis Saint-Hugues-de-Chartreuse n'a pas été possible, un tronçon ayant été emporté par le ruisseau de l'Orme à la suite d'un glissement de terrain.

## Activités
Une école d'escalade se trouve à 5 minutes du col. Un des abris les plus proches est le habert de Pravouta (15 places).

### Cyclisme

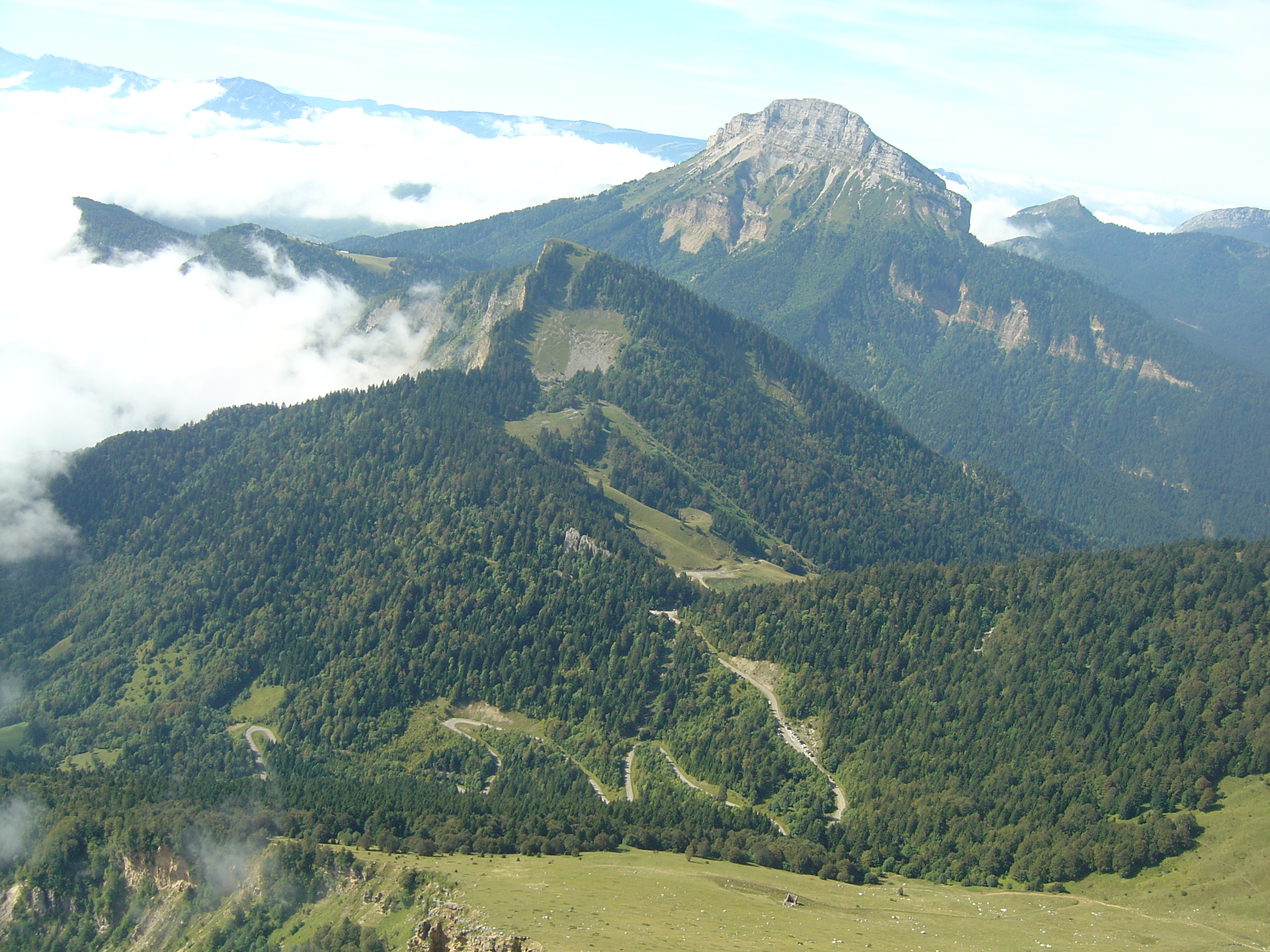
Lacets du col de Coq vus depuis l'ascension de la dent de Crolles. Vue sur Chamechaude (2082 m) plus haut.

Le Tour de France a emprunté ce col, classé 1re catégorie, lors de la 17e étape du Tour de France 1984 entre Grenoble et L'Alpe d'Huez, avec un passage en tête de l'Espagnol Ángel Arroyo, puis lors de la 20e étape du Tour de France 1987 entre Villard-de-Lans et L'Alpe d'Huez, avec cette fois un passage en tête du Français Denis Roux.

### Rallye automobile
Le col a souvent été emprunté dans le cadre du Tour de France automobile dans les années 1970 à 1980.

### Protection environnementale
Les prairies et forêts du col du Coq sont classées dans une zone naturelle d'intérêt écologique, faunistique et floristique de type I. C'est un site de nidification du Tétras lyre. Dans les prairies on rencontre aussi le papillon apollon.
Le col du Coq, jusqu'au mont Pravouta (1 760 m) au nord, est déclaré en espace naturel sensible (ENS) afin de protéger la flore alpine et la faune sauvage.
Depuis 2011, l'accès en hiver au col via Saint-Pancrasse est interdit aux véhicules motorisés afin de pas perturber la nidification du Tétras lyre.